# Banisia furva
Banisia furva är en fjärilsart som beskrevs av W. Warren 1905. Banisia furva ingår i släktet Banisia och familjen Thyrididae. Inga underarter finns listade i Catalogue of Life.